# Margarethe Gütschow
Margarethe Gütschow, auch Margarete Gütschow (* 9. September 1871 in Niendorf; † 29. Juli 1951 in Schleswig) war eine deutsche Klassische Archäologin.

## Leben
Margarethe Gütschow war das vierte Kind und die dritte Tochter des Gutspächters Ludwig Theodor Gütschow (1832–1908) und seiner Frau Maria Elisabeth, geborene Fehling (1838–1886). Else Gütschow war ihre ältere Schwester; Carl Philipp Gütschow und Johannes Christoph Fehling waren ihre Großväter. Sie wurde von Hauslehrern unterrichtet und besuchte das Roquettesche private Lehrerinnenseminar in Lübeck. Seither war sie mit ihrer Mitschülerin Franziska zu Reventlow befreundet, die die Gütschowschwestern autobiographisch in Ellen Olestjerne mit dem Familiennamen Seebohm verarbeitete. Gemeinsam gehörten sie in Lübeck dem liberalen Ibsenklub an, zu dem 1889 auch der dänische Maler Vilhelm Petersen, später unter dem Namen Willy Gretor bekannt geworden, stieß. Im Ibsenclub trafen sich junge Leute, um sich über moderne Literatur auszutauschen; ihn umgab „eine Aura von Geheimnis und Skandalträchtigkeit“.
Ab 1910 arbeitete Gütschow als Hilfskraft für das Deutsche Archäologische Institut (DAI) in Rom, zunächst am Realkatalog. Mit Margarete Bieber gehörte sie zu den beiden ersten weiblichen Angestellten des DAI überhaupt. Gütschow schloss ihr Studium nie mit einer Promotion ab, konnte und wollte somit auch nie eine akademische Karriere anstreben. In der Fachwelt erregte sie mit ihrer Arbeit Untersuchungen zum korinthischen Kapitell erste Aufmerksamkeit. Ihre wichtigste Tätigkeit war aber die langjährige Mitarbeit am Projekt Die antiken Sarkophagreliefs, für das sie auch Fotografien anfertigte. 1928 wurde sie als erst dritte Frau nach Margarete Bieber und Elvira Fölzer zum korrespondierenden Mitglied des Deutschen Archäologischen Instituts gewählt. Von der Philosophischen Fakultät der Universität Hamburg erhielt Gütschow die Ehrendoktorwürde. 1938 richtete sie das Museum an der Prätextat-Katakombe mit zahlreichen paganen Sarkophagen ein und verfasste auch eine gleichnamige Publikation dazu. Gütschow war eng mit der Kinderärztin und Religionswissenschaftlerin Paula Philippson befreundet.